# Poema paradisiaco
Poema paradisiaco è una raccolta di poesie di Gabriele D'Annunzio, pubblicata nel 1893, contenente opere a partire dal 1891. Il titolo non si riferisce al Paradiso cristiano, ma va piuttosto letto come "poema dei giardini" (dal latino paradisus, "giardino"). L'opera è suddivisa in cinque sezioni: il Prologo (composta da 5 poesie), l'Hortus conclusus (9 poesie), l'Hortus larvarum (17), l'Hortulus animae (17) e l'Epilogo (5).
L'opera costituisce una svolta della produzione letteraria dannunziana, che a partire dal Poema si avvicina in modo più netto alla poesia decadente e crepuscolare.
Il poema dannunziano è anche una parabola di conversione dal primo D'Annunzio esteta verso uno stile di vita casto e frugale, quasi francescano, che in realtà sfocerà poi nel D'Annunzio superomista e vitalista delle Laudi, evoluzione del primo. Il protagonista infatti è un uomo soggetto alla prigione dei sensi, sedotto da figure insidiose e enigmatiche: le larve. Soltanto il ritorno del protagonista nel rassicurante orticello di casa, mantenuto con modestia e lavoro sarà la sua ancora di salvezza, proprio qui infatti avverrà la sua purificazione. Il protagonista riesce quindi a raggiungere un traguardo di salvezza adottando uno stile di vita in perfetta antitesi rispetto allo stesso D'Annunzio.